# Капар
Капар (фр. câpre, грч. кáппарис) представљају пупољци цвета биљке, која је позната још у античког доба као додатак јелима, лековита биљка и афродизијак. Пупољци цвета величине зрна грашка расту на дршцима из листовитих гранчица. Нежни бело-љубичасти цветови отварају се само једном, кратко између јутра и поднева. Грмови капара, зависно од врсте, успевају на сувом тлу или у плиткој, морској води. Успева у јужној Европи, готово на целом Средоземљу.

## Употреба
Још затворени пупољци беру се ручно у рано пролеће и сирови нису јестиви. Тек након једнодневног сушења и потапања у морску воду, слану отопину, сирће или уље, спремни су за употребу. Притом настају киселина каприн и сенфолглукосид, који капарима дају њихов пикантан укус. Капари треба да су затворено маслинасти до плаво-зелени и што мањи. Тада су најбољег укуса, али су због теже бербе и скупљи. Нарочито цењени су капари из Француске. Користе се као прилог, потопљени у сирће или уље. На Санторинију су кисели и слани листови капара специјалитет. У италијанској и шпанској кухињи су неизоставан додатак. Топлим јелима додају се тек на крају. Код нас су познати као додатак сланим сарделама и татар одреску.

## Народно веровање
У Старом завету краљ Соломон користи цвет капара као слику пролазности света.